# Municipio de Turnersburg
El municipio de Turnersburg (en inglés: Turnersburg Township) es un municipio ubicado en el  condado de Iredell en el estado estadounidense de Carolina del Norte. En el año 2010 tenía una población de 3.880 habitantes.

## Geografía
El municipio de Turnersburg se encuentra ubicado en las coordenadas 35°38′40.47″N 80°53′53.83″O / 35.6445750, -80.8982861.